# Causus defilippii
Espèce
Synonymes
- Heterodon defilippi Jan, 1862

Causus defilippii est une espèce de serpents de la famille des Viperidae.

## Répartition
Cette espèce se rencontre :
- en Zambie ;
- en Tanzanie ;
- au Malawi ;
- au Zimbabwe ;
- au Mozambique ;
- au Botswana ;
- en République démocratique du Congo ;
- en Afrique du Sud ;
- au Swaziland.

## Étymologie
Cette espèce est nommée en l'honneur de Filippo De Filippi.

## Publication originale
- Jan, 1863 "1862" : Enumerazione sistematica degli Ofidi appartenenti al Gruppo Coronellidae. Archivio per la zoologia, l'anatomia e la fisiologia, vol. 2, p. 213-330 (texte intégral).